# Polhov Gradec
Polhov Gradec je naselje v občini Dobrova - Polhov Gradec z nekaj nad 600 prebivalci. 
Polhov Gradec je središče zgornje Gradaške doline in Polhograjskega hribovja. Leži na nadmorski višini 401 m in je oddaljen 17 km od mesta Ljubljane, s katero je ob delavnikih in sobotah povezan z integrirano avtobusno linijo št. 51 (LPP). Nad starim naseljem je vzpetina Stari grad - Kalvarija, ki doseže višino 460 m nad morjem. Ob vznožju te vzpetine tečeta dve reki: Božna ali Velika voda in Mala voda, obe se pod naseljem združita v reko Gradaščico, ki zelo pogosto poplavlja. 

## Zgodovina
Kraj ima bogato kulturno dediščino in zanimivo hribovito okolico s številnimi cerkvami po pobočjih. Prvi dokazi o poselitvi segajo v staro železno dobo. O poselitvi v rimski dobi pričajo izkopanine podeželske vile rimskega bogataša, ki jih hrani Narodni muzej Slovenije (zlati kovanci), nekaj malega pa tudi krajevni muzej v Polhograjski graščini. Rimska postojanka se je po Valvazorju imenovala Ad Nonum. V času velikih preseljevanj (5.– 6. stoletje n. š.) so se v kraju naselili Slovani.

### Stari grad
Sredi vasi na vzpetini, ki jo danes poznamo kot Stari grad ali Kalvarija, so postavili gradišče, ki je botrovalo prvotnemu imenu kraja – Gradec. Po mnenju nekaterih zgodovinarjev naj bi iz tega naselja kmalu (že v 8. stoletju n. š.) zrasel stari srednjeveški grad, v katerem so gospodje Polhograjski gospodovali do začetka 16. stoletja. Leta 1511 je grad močno poškodoval potres, tri leta kasneje 1514 so ga dokončno uničili kmečki uporniki. Po izročilu so bili ostanki uporabljeni za gradnjo cerkve sv. Petra v Dvoru. Gospostvo se je z vrha preselilo v za to povečani in že v 14. stoletju prvič omenjeni spodnji grad, danes imenovan Polhograjska graščina. Na Starem gradu lahko še danes opazujemo ostanke prejšnjega gradu.
V številnih sakralnih objektih je ohranjenih veliko srednjeveških fresk, kipov iz obdobja pozne gotike in grajske opreme.

### Polhograjska graščina
Velika zanimivost v kraju je tudi grajski kompleks, grad je bil dograjen po potresu v 16. stoletju, danes pa je prenovljen in so v njem Muzej pošte in telekomunikacij, krajevni muzej in poročna dvorana. Posebna zanimivost graščine je pred kratkim obnovljena grajska kapela z bogato štukaturo. Grajsko dvorišče krasi Neptunov vodnjak z vklesano letnico 1696 (letnica ne kaže njegovega nastanka), na njem je tudi grb Polhograjskih baronov (Billichgrätz), okoli so postavljeni štirje stebri z nimfami in številnimi ornamenti. Grad obdaja star grajski park z znamenito veliko staro lipo.

### Trške hiše
V naselju se je ohranilo tudi več starih hiš. 

### Polhograjska gora
Leta 1857 so takratnemu grofu in strastnemu zbiratelju rastlin prinesli redko rastlino, ki je preživela ledeno dobo, in grof Blagaj jo je vnesel v register rastlin, kjer je po njem dobila tudi ime Blagajev volčin (znanstveno ime Daphne blagayana). Leta 1858 si je volčina prišel pogledat saški kralj Friderik Avgust II., ob tej priložnosti je dal grof Blagaj postaviti pod vznožje gore obelisk, spomenik tej »kraljevi roži«.

### Pomembni Polhograjci
- Matej Facij, podobar, rezbar
- Simon Rupnik , podobar, rezbar
- Jernej Trnovec, podobar, rezbar
- Gregor Rihar, slovenski skladatelj
- Paul J. Šifler, skladatelj in organist
- Rihard Ursini Blagaj, polhograjski graščak od l. 1808 - 1858
- James (Jakob) Trobec, misijonar in škof v Ameriki
- Martin Pegij, doktor obojnega prava in svetovalec salzburškega nadškofa

## Izhodišča za izlete
Iz naselja vodijo planinske poti v hribovsko okolico na vrhove Pasjo ravan (1029 mnm.), Polhograjsko goro (tudi Sv. Lovrenc, 824 mnm.), Tošč (1021 mnm.), Grmado (899 mnm.) in nekatere nižje vrhove.

## Okoliški kraji
Okoli Polhovega Gradca je raztresenih nekaj manjših naselij, kot so: Briše, Setnik, Setnica, Selo, Log pri Polhovem Gradcu, Babna gora, Dvor, Podreber, Pristava.